# Bian Ka
Bian Ka (chiń. 卞卡; pinyin Biàn Kǎ; ur. 5 stycznia 1993) – chińska lekkoatletka specjalizująca się w pchnięciu kulą.
W 2012 została brązową medalistką mistrzostw świata juniorów. Dwa lata później sięgnęła po srebro halowych mistrzostw Azji. Brązowa medalistka mistrzostw Azji z 2015.
Medalistka mistrzostw Chin w różnych kategoriach wiekowych.
Rekordy życiowe: stadion – 18,71 (25 września 2015, Suzhou); hala – 18,12 (28 stycznia 2016, Pekin).

## Osiągnięcia
| Rok  | Impreza                             | Miejsce        | Pozycja           | Wynik |
| ---- | ----------------------------------- | -------------- | ----------------- | ----- |
| 2012 | Mistrzostwa świata juniorów         | Barcelona      | 3. miejsce        | 16,48 |
| 2014 | Halowe mistrzostwa Azji             | Hangzhou       | 2. miejsce        | 16,60 |
| 2015 | Mistrzostwa Azji                    | Wuhan          | 3. miejsce        | 17,78 |
| 2015 | Światowe wojskowe igrzyska sportowe | Mungyeong      | 4. miejsce        | 17,44 |
| 2016 | Halowe mistrzostwa świata           | Portland       | 10. miejsce       | 17,34 |
| 2016 | Igrzyska olimpijskie                | Rio de Janeiro | el. – 16. miejsce | 17,68 |
| 2017 | Mistrzostwa świata                  | Londyn         | 12. miejsce       | 17,60 |